# Риньяно-сулл-Арно
Риньяно-сулл-Арно (італ. Rignano sull'Arno) — муніципалітет в Італії, у регіоні Тоскана,  метрополійне місто Флоренція.
Риньяно-сулл-Арно розташоване на відстані близько 220 км на північний захід від Рима, 18 км на південний схід від Флоренції.
Населення — 8649 осіб (2014).
Щорічний фестиваль відбувається 12 листопада. Покровитель — San Leolino.

## Демографія
Населення за роками:

Станом на 1 січня 2023 року в муніципалітеті офіційно проживали 604 іноземці з 59 країн, серед них 152 громадяни країн Євросоюзу та 14 громадян України.

## Сусідні муніципалітети
- Баньйо-а-Риполі
- Греве-ін-К'янті
- Фільїне-е-Інчиза-Вальдарно
- Пелаго
- Понтассьєве
- Реджелло